# Eternità

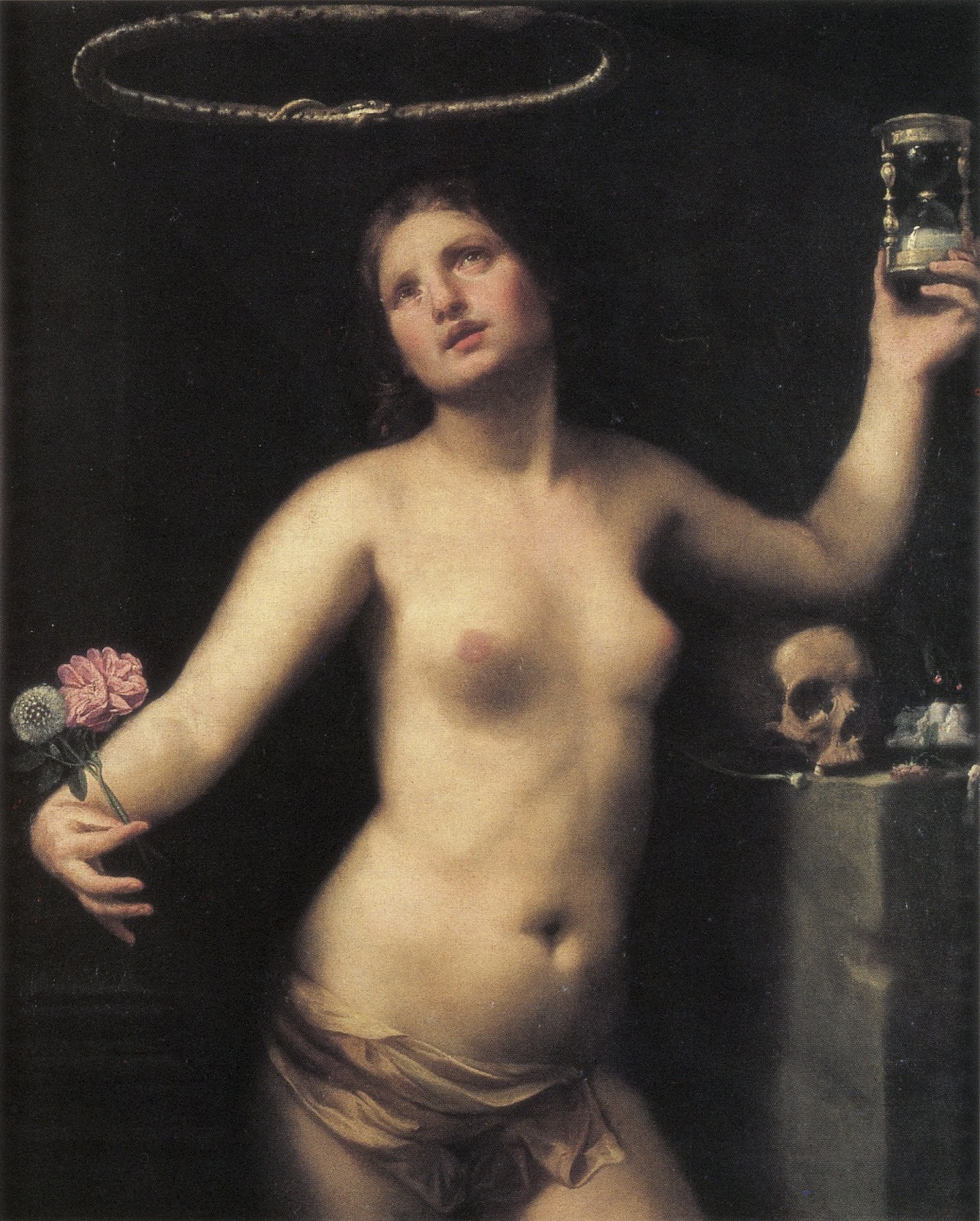
Allegoria della vita umana, di Guido Cagnacci: il significato della donna contiene diversi simbolismi che rimandano all'eternità del tempo: una clessidra, un teschio poggiato sul tavolo, un Ouroboro sospeso sulla sommità del capo

Il termine eternità indica una condizione a-temporale, ingenerata, immutabile, imperitura: vi è assoluta mancanza di divenire, in quanto mutamento di materia, condizione di misurabilità del tempo, epperò assente appunto nell'eternità.

## L'eternità come temporalità illimitata
Il concetto di eternità si presenta nella filosofia antica con Platone e Aristotele nella forma di una successione cronologica illimitata, in cui cioè si sussegue una sequenza ideale di intervalli di tempo in numero illimitato sia precedenti sia posteriori a un istante dato (secondo la concezione del tempo propria della fisica). Non esistendo alcuno strumento in grado di misurare un tale intervallo privo di limiti, esso si configura come congettura, e pertiene quindi al campo della metafisica.
In altro senso, tuttavia, l'eternità può caratterizzarsi come temporalità ciclica come ad esempio nel concetto di Nietzsche dell'eterno ritorno. In questo caso infatti l'attimo come intervallo cronologico minimo viene inteso anche, metafisicamente, come punto di congiunzione del tempo cronologico, caratterizzato dalla linearità del tempo, con una sussistente temporalità circolare, caratterizzata dall'eterna ripetizione dello stesso attimo.

## L'eternità come atemporalità
Nella riflessione teologica di Agostino di Ippona il tempo stesso ha avuto un inizio, una concezione che è risultata in accordo con la cosmologia contemporanea. Dato che Dio pre-esiste al tempo, anzi lo crea, deve trovarsi in una condizione atemporale. Lo stesso concetto di eternità atemporale compare in Boezio e poi nella filosofia medievale con Anselmo d'Aosta, Tommaso d'Aquino, ecc.
In questo senso, che ha a che fare più direttamente con la rivelazione propria di alcune religioni, la temporalità eterna propria della divinità è radicalmente altra dalla temporalità definita e limitata propria del genere umano. La storia dunque trova il suo limite, in questa concezione, nell'eternità che è destinata a porvi fine trascendendola e portando a compimento il suo senso profondo.

## Simbolismo
e le morte stagioni, e la presente

e viva, e il suon di lei. Così tra questa

immensità s'annega il pensier mio.»
(Giacomo Leopardi, L'infinito)
L'eternità è spesso simboleggiata dall'immagine di un serpente che divora la sua coda, noto come Ouroboros. Anche il cerchio è usato comunemente come allegoria dell'eternità, così come il simbolo matematico dell'infinito: ∞.

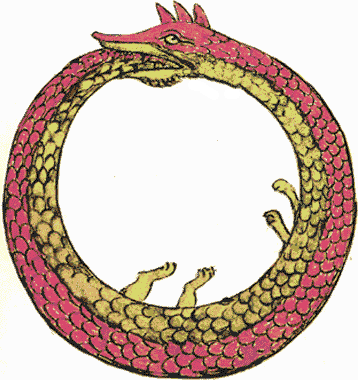
L'Ouroboro
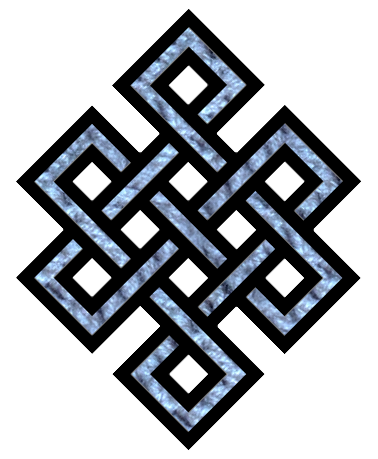
Il «nodo infinito», un simbolo di eternità usato nel buddismo tibetano
Varietà di simboli dell'infinito